# Partition Arch
Pour les articles homonymes, voir Partition.
 (juillet 2019).
Partition Arch est une arche naturelle du comté de Grand, dans l'Utah, aux États-Unis. Elle est protégée au sein du parc national des Arches.